# Little Witch Academia: Chamber of Time
Little Witch Academia: Chamber of Time —ролевая видеоигра в жанре экшн, разработанная компанией A+ Games и изданная Bandai Namco Entertainment, основанная на аниме-франшизе Little Witch Academia.
Игра была выпущена для PlayStation 4 в Японии в ноябре 2017 года, а во всем мире 15 мая 2018 года.

## Игровой процесс
Экшн-игра с сайд-скроллер камерой позволяет игрокам управлять главной героиней аниме, обучающейся ведьмой Акко, в сопровождении ее подруг Сюси, Лотты, Аманды, Констанцы, Жасминки и Дианы, когда она исследует свою магическую академию. Существует два различных режима игры: исследование школы в приключенческом 3D-стиле и режим действия 2.5D, включающий исследование магических лабиринтов с тремя персонажами.
В Японии было выпущено ограниченное издание с дополнительными материалами, включая аудиодраму и артбук. В игре представлены анимированные ролики от Trigger, создателей аниме-сериала. Партитуры из оригинального саундтрека сериала также включены в игру.

## Сюжет
В первый день летних каникул в Академии магии Луна-Нова, но после того, как она снова попала в беду, профессор Финнелан приговаривает Акко очистить школьную библиотеку. Работая над библиотекой, Акко обнаруживает потайную дверь, ведущую в секретное место под названием «Комната Голорогиума», где она находит волшебную дверь, ведущую в таинственный мир. На следующий день Акко и ее друзья Сюси и Лотта узнают, что предыдущий день повторяется непрерывно, и уверены, что это связано с тем, что камера голорогиума была вскрыта, с помощью Дианы, Аманды, Жасминки и Констанцы они пробуют несколько способов запечатать камеру и вернуть поток света, время пришло в норму, но безуспешно.
По пути Акко и ее спутник наткнулись на Семь Чудес Луна-Новы, семь различных аномалий, которые происходят после вскрытия Камеры Часового механизма. Первоначально полагая, что это явление их беспокоит меньше всего, значение между ним и Камерой Часового механизма становится все более очевидным, чем больше Акко решает их все, поскольку каждая разрешенная аномалия дает Акко новый магический ключ, который позволяет группе путешествовать в разные регионы, используя их на Запечатанной двери Камеры Часового механизма. Перебрав все варианты, Диана приходит к выводу, что решение последней аномалии - единственный способ восстановить течение времени навсегда.
В разгар расследования последней аномалии Семи Чудес Акко встречает и подружилась с Молли Макинтайр, которая интересуется Семью Чудесами. Однако вскоре выясняется, что Молли - ведьма, чьи силы были запечатаны 200 лет назад в Камере Голорогиума, и когда камера была вскрыта, она восстановила свои воспоминания и силы. С помощью профессора Урсулы Акко и ее друзья находят и побеждают Молли внутри камеры и узнают от нее, что когда-то она была молодой ведьмой, у которой не было таланта к магии и друзей, и она использовала силы Камеры Голорогиума, чтобы повторять время снова и снова, когда она практиковала свою магию, чтобы увеличить ее способности, но, несмотря на это, ей не удалось завести новых друзей, и после попытки повторить весь год, используя свои силы, она превратилась в монстра, который был запечатан учителями в то время, и с тех пор она посещала школу год за годом на протяжении веков, всегда забывая о событиях прошлого года. предыдущий год.
После того, как Голографическая камера снова запечатана, Акко заканчивает свою задачу по уборке библиотеки с помощью своих друзей и, наконец, начинает наслаждаться летними каникулами вместе с остальными. В пост-титрах Акко радуется, что Молли, теперь свободная от проклятия, тоже наслаждается жизнью со своими друзьями.

## Критика
| Сводный рейтинг    | Сводный рейтинг |
| Агрегатор          | Оценка          |
| ------------------ | --------------- |
| GameRankings       | 57,17 %         |
| Metacritic         | (PS4) 58/100    |
| Иноязычные издания |                 |
| Издание            | Оценка          |
| CGM                | 6/10            |
| Destructoid        | 4/10            |
| Hardcore Gamer     | 3,5/5           |
| Push Square        | [ 10 ]          |
| RPGamer            | [ 11 ]          |

Версия игры для PS4 получила оценку 58 из 100 баллов на Metacritic, что указывает на "смешанные или средние отзывы".